# Vaaksjärvi
Vaaksjärvi är en sjö i kommunen Kiuruvesi i landskapet Norra Savolax i Finland. Sjön ligger 125,7 meter över havet. Den är 1,1 meter djup. Arean är 1,03 kvadratkilometer och strandlinjen är 8,21 kilometer lång. Sjön  ingår i Vuoksens huvudavrinningsområde.   Den ligger omkring 100 kilometer nordväst om Kuopio och omkring 390 kilometer norr om Helsingfors. 